# Слободан Бакић
Слободан Бакић (Београд, 24. март 1941 − Београд, 22. април 1982) био је југословенски и српски социолог који се бавио искуственим и теоријским истраживањима из области социологије рада, социологије спорта и градског живота у Београду. Био је главни уредник часописа Социолошки преглед (1971—1973) (заједно с Тривом Инђићем), (1974 -1975) и (1977—1981) (заједно с Милосавом Јанићијевићем).

## Биографија
Слободан Бакић је дипломирао (1963) и магистрирао (1975) на Правном факултету у Београду. Један од седморо из прве генерације (1962) стипендиста Института за социологију (од 1971. Институт за криминолошка и социолошка истраживања), где је остао да ради (доцније у звању вишег истраживача). Школске 1969/70 боравио на стручном усавршавању у Француској, код Пјера Навила (Pierre Navill).
Tоком целе те деценије био је главна покретачка снага Социолошког прегледа. Био је председник Српског социолошког друштва (тада Социолошког друштва Србије) 1981-1982. Трагично је изгубио живот, не одбранивши написану докторску дисертацију. Текст дисертације доцније је објављен као књига: Аутоматизација и радничка класа: утицај аутоматизације на социолошко одређење и састав радничке класе, (1984).